# Zulip
Zulip — программное обеспечение для совместной работы, центром которого являются чаты внутри групп пользователей. Создано Джессикой Маккеллар и Тимом Эбботтом (англ. Tim Abbott) в 2012 году. Обязательная регистрация сервера (требует указать email при создании новой организации).
Zulip является свободным аналогом Slack или HipChat, а также его можно рассматривать как аналог Twitter, предназначенный для работы в рамках одной организации.
Развивающая сервис на основе Zulip компания-разработчик была куплена в 2014 году компанией Dropbox, которая на тот момент использовала Zulip в качестве основного средства внутрикорпоративного взаимодействия сотрудников.
В сентябре 2015 года Dropbox выпустил (Архивная копия от 4 июля 2016 на Wayback Machine) Zulip под свободной лицензией Apache, опубликовав исходный код проекта на Github.
Код серверной части Zulip написан на языке Python с использованием фреймворка Django. В качестве СУБД используется PostgreSQL. Клиентские приложения для десктопных платформ написаны на C++ с использованием библиотеки Qt. Предусмотрена интеграция со сторонними сервисами, такими как GitHub, Jenkins и т. п.